# 上海财经大学
上海财经大学（英語：Shanghai University of Finance and Economics），是位于中国上海市的一所大学，教育部直属211工程大学。以经济管理学科为主，经、管、法、文、理协调发展的多科性大学。

## 学校概况

### 历史
上海财经大学源于1917年南京高等师范学校创办的商科，社会活动家杨杏佛任商科主任。1921年，随着以南京高等师范学校为基础建设国立东南大学计划的实施，商科扩充改组并迁址上海，成立国立东南大学分设上海商科大学，这是中国教育史上最早的商科大学，教育家郭秉文任校长，经济学家马寅初任教务主任。
1932年独立建校，定名为国立上海商学院，时为国内唯一的国立商科类本科高校。1950年，学校更名为上海财政经济学院。1952年，中国高等院校院系调整，华东地区共有15所院校的财经系科并入上海财经学院。
1985年，学校更名为上海财经大学。2000年，学校由财政部划归教育部领导，现由教育部、财政部和上海市人民政府共建。
经过几代人的发展更迭，上海财经大学成为一所以经济管理学科为主，经、管、法、文、理协调发展的多科性重点大学。学校占地826亩，设有三个校区，主校区位于国定路777号。截止2016年9月，学校有专职教师1044人，现有各类在校生21355人，全日制14695人）,其中本科生8019人，硕士生5914人，博士研究生1130，留学生1615人。

### 校名
上海财经大学的历史可追溯到1917年秋南京高等师范学校创办的商科。
- 1921年秋，商科东迁上海，成立上海商科大学，为国立东南大学分设；
- 1928年改名为国立中央大学商学院。
- 1932年，从国立中央大学（1949年更名国立南京大学）划出独立，定名为国立上海商学院。
- 1950年，改名为上海财政经济学院。
- 1952年，院系调整后立信会计专科学校并入上海财政经济学院。
- 1958年上海财政经济学院并入上海社会科学院，
- 1960年在上海商业学校大专部的基础上，调回少数师资重建，并命名为上海财经学院。后在文化大革命中历经磨难，多次被拆并。
- 1985年，更名为上海财经大学，陈云题写了校名。

### 校训
1997年，时任中共中央总书记江泽民为学校80周年校庆题词：“面向21世纪，把上海财经大学建设成为具有一流水平的社会主义大学”，展现了国家对该校的重视。2007年财经大学90周年校庆时，财经大学正式把校训更改为“厚德博学，经济匡时”。

### 其他
学校原属国家财政部领导，并由财政部与上海市人民政府共建，2000年2月，划转教育部领导。
2012年5月14日，教育部、财政部、上海市人民政府在上海签署共建上海财经大学协议。教育部部长袁贵仁，上海市市委副书记、市长韩正，财政部副部长张少春代表三方签署协议。
教育部黨組成員、紀檢組長王立英2012年7月2日在上海財經大學宣布了教育部關于上海財經大學黨委書記、校長的任免決定，叢樹海擔任上海財經大學黨委書記、樊麗明擔任上海財經大學校長。
因年齡原因，免去馬欽榮的上海財經大學黨委書記、談敏的上海財經大學校長職務。

### 现状
1996年，学校通过了由财政部组织的"211工程"部门预审，翌年又通过了项目立项审核。2000年，教育部组织专家组对学校本科教学工作进行了优秀评价，并正式评定为本科教学工作优秀学校。2007年，学校成为以经济学创新学术平台进入985工程的重点大学。学校已经连续多年在中国财经类大学排行榜中名列榜首。
上海财经大学拥有国家重点学科3个，国家级教学科研基地2个，省部级重点学科7个，本科专业点37个，理论经济学、应用经济学、工商管理和管理科学与工程等4个一级学科博士学位授权点和博士后流动站，二级学科博士学位授权点42个，硕士学位授权点74个（含MBA、MPA、MPAcc、JM、教育专业硕士等5个专业学位点）。
2015年5月，上海财经大学统计学科联合华东师范大学统计学科申报了上海高校高峰学科建设项目，确定了学科建设目标，到2017年，学科总体上处于亚太领先并接近世界一流水平，到2020年，整体学科水平进入国内前两名。
2019年5月17日，上海市杨浦区人民政府与上海财经大学达成合作共建上海财经大学基础教育集团协议。2019年10月15日，上海财经大学基础教育集团正式成立。

### 校区
学校现有各类在校生20000余人，包括博士、硕士研究生5000余人（其中学历学位生4000余人），本科生8000余人，高职生900人，成人教育学院学生7000余人，以及国外留学生1000余人。学校还积极为港、澳、台地区培养经济管理专门人才。包括博士、硕士研究生和本科生，并在香港设立了博士和硕士研究生教育教学点。
学校分设五个校区。校本部设在国定路校区，是本科教育基地，该校区包括主要的行政、教学、住宿区。中山北一路校区，是EMBA、MBA、留学生教育及高层次人才培训基地，也是上海国家会计学院的前期培训基地。武川路校区紧邻国定路校区是本科和研究生教育发展的新基地，有经济学院、图书馆等设施。武东路校区紧邻国定路校区，是2007年接管自同济大学沪东校区。昆山路校区是成人教育基地。上海财经大学浙江学院位于浙江金华。

### 院系设置
- 马克思主义学院
- 会计学院
- 金融学院
- 商学院
- 经济学院
- 公共经济与管理学院
- 统计与管理学院
- 信息管理与工程学院
- 法学院
- 人文学院
- 外国语学院
- 数学学院
- 数字经济系

- 滴水湖高级金融学院
- 城市与区域科学学院、财经研究所
- 体育教学部
- 国际文化交流学院
- 终身教育学院
- 国际从业资格教育学院
- 国际教育学院
- 匡时书院
- 创业学院
- 中国式现代化研究院
- 上海发展研究院
- 自由贸易区研究院

其他
- 上海财经大学浙江学院
- 青岛财富管理研究院
- 上海国际银行金融学院

### 知名校友
- 姜建清，前中国工商银行行长，董事长
- 张勇，前阿里巴巴集团董事会主席、CEO